# Rosario (Cavite)
Rosario è una municipalità di prima classe delle Filippine, situata nella Provincia di Cavite, nella Regione di Calabarzon.
Rosario è formata da 20 baranggay:
- Bagbag I
- Bagbag II
- Kanluran
- Ligtong I
- Ligtong II
- Ligtong III
- Ligtong IV
- Muzon I
- Muzon II
- Poblacion
- Sapa I
- Sapa II
- Sapa III
- Sapa IV
- Silangan I
- Silangan II
- Tejeros Convention
- Wawa I
- Wawa II
- Wawa III